# Calamagrostis tianschanica
Calamagrostis tianschanica är en gräsart som beskrevs av Franz Josef Ivanovich Ruprecht. Calamagrostis tianschanica ingår i släktet rör, och familjen gräs. Inga underarter finns listade i Catalogue of Life.